# Martin Müller (Archäologe)
Martin Müller (* 1964 in Frankfurt am Main) ist ein deutscher Provinzialrömischer Archäologe. Seit 2003 ist er Leiter des Archäologischen Parks Xanten (APX) mit Römermuseum.

## Werdegang
Martin Müller absolvierte ein Studium in den Fächern Archäologie und Alte Geschichte an den Universitäten Hamburg, Perugia und München, wo er im Wintersemester 1993/1994 promoviert wurde. Seine Dissertation trägt den Titel Die römischen Grabfunde von Faimingen-Phoebiana.
Er arbeitete als Volontär und später als wissenschaftlicher Referent am Westfälischen Museum für Archäologie / Amt für Bodendenkmalpflege. Von 1995 bis 2000 war er als Lehrbeauftragter und wissenschaftlicher Mitarbeiter am Archäologischen Seminar der Westfälischen Wilhelms-Universität Münster tätig. Ab 1997 leitete er als wissenschaftlicher Referent die Neukonzeption des LWL-Museums für Archäologie in Herne.
Ab April 2000 leitete Müller drei Jahre lang das Stadtmuseum Gera, das in dieser Zeit umfassend saniert und neukonzipiert wurde. 2001 wurde er parallel Dezernent für Kultur, Schulverwaltung und Sport der Stadt Gera. Vor der Wiedereröffnung des Stadtmuseums wechselte er 2003 nach Xanten, um die Stelle des Leiters des Archäologischen Parks Xanten anzutreten.
Parallel zu seiner Aufgabe in Xanten übernahm Müller von 2014 bis Juni 2016 für den Landschaftsverband Rheinland fast zwei Jahre lang kommissarisch die Steuerung der Archäologischen Zone mit jüdischem Museum in Köln, bevor der designierte Museumsdirektor Thomas Otten sein Amt antreten konnte.

## Publikationen
- Faimingen-Phoebiana II: Die römischen Grabfunde von Faimingen-Phoebiana (= Limesforschungen. Band 24). Philipp von Zabern, Mainz 1999, ISBN 3-8053-2606-8.
- mit Günter Keil: Pottendorf und Vollersdorf: Zwei Wüstungen in Gera. Hrsg.: Stadtmuseum Gera. Gera 2001.
- Die römischen Buntmetallfunde von Haltern (= Bodendenkmäler Westfalens. Band 37). Philipp von Zabern, Mainz 2002, ISBN 3-8053-2881-8.
- mit Tatjana Schaff: Gera aus der Luft. Die Jahre 2000 bis 2002. Hrsg.: Stadtmuseum Gera & Historische Höhler. 2002.
- Ein neues altes Museum. Sanierung und Neukonzeption des Stadtmuseums Gera. In: Geraer Hefte zur Geschichte, Archäologie und Volkskunde. Band 1. Stadtmuseum Gera & Historische Geraer Bierhöhler und Stadtarchiv Gera, Gera 2003, S. 57–65.
- als Herausgeber mit Norbert Zieling und Hans-Joachim Schalles: Colonia Ulpia Traiana. Xanten und sein Umland in römischer Zeit (= Xantener Berichte. Sonderband). Philipp von Zabern, Mainz 2008, ISBN 978-3-8053-3953-7.
- als Herausgeber mit Thomas Otten und Ulrike Wulf-Rheidt: Schutzbauten und Rekonstruktionen in der Archäologie. Von der Ausgrabung zur Präsentation. Xanten, 21.–23. Oktober 2009 (= Xantener Berichte. Band 19). Philipp von Zabern, Mainz 2009, ISBN 978-3-8053-4344-2.
- mit Bernhard Rudnick und Norbert Zieling: Colonia Ulpia Traiana, Xanten. Die geophysikalischen Untersuchungen mit GPR der Jahre 2006 bis 2023 (= Xantener Berichte. Band 47). Nünnerich-Asmus, Oppenheim 2024, ISBN 978-3-96176-305-4.
- mit Thomas Otten, Martina Baumgärtner und Erich Claßen (Hrsg. Landschaftsverband Rheinland): UNESCO-Welterbe Niedergermanischer Limes. Präsentation, Vermittlung und Tourismus. Nünnerich-Asmus, Oppenheim 2025, ISBN 978-3-96176-302-3.

Als Leiter des Archäologischen Parks Xanten ist Müller seit 2003 ferner Herausgeber der Schriftenreihe Xantener Berichte, in der Monographien, Konferenzakten und Sammelbände zu Themen erscheinen, die mit der Arbeit der Einrichtung in Verbindung stehen.